# 伊麗莎白·阿伯特
伊麗莎白·阿伯特（英語：Elizabeth Abbott，1942年—），加拿大作家與歷史學家，撰寫過許多書籍，其最知名的著作《婚姻史》、《獨身史》與《情婦史》被翻譯成數十種語言。

## 外部連結
- 伊麗莎白·阿伯特的個人網站 （页面存档备份，存于）